# Casey Kasem
Casey Kasem, nascut com Kemal Amin Kasem (Detroit, Michigan, Estats Units, 27 d'abril de 1932 - 15 de juny de 2014) fou una personalitat de la ràdio estatunidenca. És conegut principalment pel programa American Top 40, que estigué en antena des del 1970 fins que Kasem es jubilà el 2009.
Kasem també va ser qui va fer la veu de Shaggy en la sèrie de dibuixos animats Scooby-Doo, així com de Robin en l'hora de Batman de 1968.